# Acorn Computers
A Acorn Computers foi uma empresa britânica fundada em Cambridge, Reino Unido em 1978. A empresa produziu vários micros particularmente populares no Reino Unido. Entre eles, estavam o Acorn Electron, o BBC Micro e o Acorn Archimedes. O BBC Micro produzido pela Acorn dominou o mercado educativo do Reino Unido durante os anos 1980 e início dos anos 1990, granjeando muitas comparações elogiosas com a Apple nos EUA.
Embora a empresa tenha sido desmembrada numa série de entidades independentes em 1998, deixou um impressionante legado, particularmente no desenvolvimento do RISC para computadores pessoais. Algumas ex-subsidiárias da Acorn ainda subsistem nos dias de hoje, particularmente a ARM Holdings, empresa globalmente dominante no mercado de telefonia móvel e de microprocessadores para PDA.